# Batalha das Grandes Planícies
Batalha das Grandes Planícies ou Batalha dos Grandes Campos, conhecida ainda como Batalha dos Campi Magni ou Batalha do rio Bagradas, foi uma batalha travada entre Cipião Africano, comandante das forças da República Romana, e um exército combinado de cartagineses e númidas masésilos no final da Segunda Guerra Púnica. A vitória romana forçou Aníbal, que ainda combatia os romanos na região de Brúcio, no sul da península Itálica, a voltar para a África para defender Cartago.

## Prelúdio
Asdrúbal Giscão, o comandante cartaginês, e Sífax, rei dos masésilos, conseguiram escapar de seus acampamentos destruídos na Batalha de Útica por Cipião e Massinissa, o rei dos númidas massílios. Com o restante de seus exércitos, os dois recuaram e foram reforçados pela chegada de 4 000 mercenários vindos do sul da Ibéria para tentarem brecar o avanço dos romanos pelo território cartaginês. Novos alistamentos foram realizados em Cartago e na Numídia, o que elevou o número de soldados sob o comando de Asdrúbal e Sífax a 30 000 homens. Em 203 a.C., Cipião, cujo comando foi prorrogado até o final da guerra, marchou de seu campo em Castra Cornélia para enfrentar esse novo exército num local chamado "Grandes Campos" ou "Grandes Planícies" (em latim: "Campi Magni").

## Batalha

Manobra tática de Cipião.

Asdrúbal posicionou os mercenários celtiberos no centro e os flanqueou pela infantaria e cavalaria cartaginesas. A infantaria romana foi posicionada em linha tripla, ou seja, com os hastados na primeira, os príncipes na segunda e os triários na terceira.
A carga da cavalaria romana forçou uma debandada da infantaria e da cavalaria cartaginesas. Apenas a infantaria celtibera e os númidas mantiveram sua formação, combatendo ferozmente. O número de mercenários era equivalente ao de hastados na primeira linha romana e, por isso, Cipião ordenou que príncipes e triários avançassem de trás dos hastados para atacá-los pelos flancos. Atacados por todos os lados, apenas um punhado conseguiu escapar.
Foi graças à heroica resistência dos celtiberos que conseguiram se salvar. Asdrúbal mais uma vez volta para Cartago enquanto Sífax se retira para sua própria capital, Cirta (a moderna Constantina). Ele foi perseguido por Massinissa e Caio Lélio, que o derrotaram definitivamente na Batalha de Cirta. Ele foi capturado e levado de volta para o acampamento romano como prisioneiro. Massinissa assumiu a partir de então o comando de todos os númidas.

## Eventos posteriores
Depois da batalha, os cartagineses tinham poucas alternativas além de oferecer a paz aos romanos. Cipião propôs termos modestos, mas, enquanto a proposta era analisada, os senadores cartagineses decidiram reconvocar Aníbal, que ainda comandava um veterano exército de elite no sul da Itália, para uma última tentativa de repelir os romanos. Este encontro, a Batalha de Zama, encerrou definitivamente a Segunda Guerra Púnica e garantiu a Cipião a fama de ser o único general romano a derrotar o grande Aníbal numa batalha campal.

## Análises
Os historiadores se dividem praticamente ao meio ao elogiar e condenar esta vitória. Diz Políbio, "de todas os brilhantes feitos de Cipião, este parece ser, para mim, o mais brilhante". Por outro lado, um dos principais biógrafos de Aníbal, Theodore Ayrault Dodge, chega a ponto de sugerir que este ataque foi um sinal de covardia e não gasta mais do que uma página sobre o evento no total, apesar de esta vitória ter garantido o cerco a Útica e efetivamente tirou Sífax da guerra.